# Ligue américaine
La Ligue américaine (American League en anglais) est l'une des deux ligues de la Ligue majeure de baseball aux États-Unis et au Canada. La ligue est créée en 1893 sous le nom de Western League et regroupe des franchises autour de la région des Grands Lacs. En 1900, elle prend son nom actuel et se proclame comme ligue majeure en 1901. Depuis 1903, le champion de la Ligue rencontre le champion de la Ligue nationale lors des Séries mondiales après la saison régulière. Après la saison 2022, les équipes de la Ligue américaine ont gagné 67 des 118 Séries mondiales.
Les actuels champions de la Ligue américaine de baseball sont les Yankees de New York.

## Histoire de la ligue

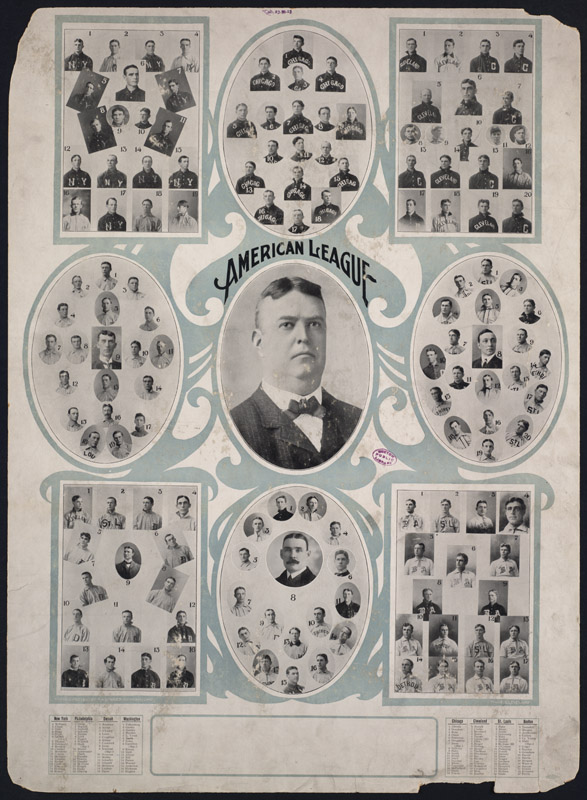
Présentation de la Ligue Américaine en 1907.

Sous l'impulsion de Ban Johnson, la Western League, une ligue mineure créée en 1893, devient dès 1896 la meilleure ligue mineure. Johnson impose en effet une discipline sévère aux joueurs avec la mise en place d'un système d'amendes et travaille beaucoup sur l'accueil et la sécurité des spectateurs au stade pour attirer des familles entières. Cette politique entamée dès l'époque de la Western League deviendra l'une des caractéristiques de la Ligue américaine face à sa rivale, la Ligue nationale, où discipline et sécurité restent longtemps mal assurées.
La Western League change son nom le 11 octobre 1899 devenant la Ligue américaine. Avec l'accord de la Ligue nationale, deux franchises sont installées à Chicago (les White Sox) et Cleveland (les Lake Shores, aujourd'hui Guardians) pour la saison 1900. Après cette saison, la Ligue américaine ne renouvelle pas son adhésion au National Agreement, l'organisation gérant la bonne conduite des affaires du baseball. Le 28 janvier 1901, la Ligue se proclame l'égale de la Ligue nationale. Elle installe des franchises à Baltimore et Boston, villes laissées sans équipe par la Ligue nationale après la saison 1899, et la franchise de Kansas City est transférée à Washington. La Ligue américaine se renforce alors avec de nombreux joueurs de la Ligue nationale en offrant de meilleurs salaires. Dès 1901, 111 des 182 joueurs sont d'anciens de la Ligue nationale. Dans les trois villes (Chicago, Saint-Louis et Philadelphie) où les deux ligues ont des franchises, les affluences de la Ligue américaine sont plus importantes que celles de sa concurrente dès 1902.
Les dirigeants de la Ligue nationale reconnaissent la jeune ligue comme son égal en 1903. Un nouveau National Agreement est signé et les deux ligues rivales sont désignées comme ligues majeures. Les autres ligues en activité sont regroupées sous le terme de ligues mineures, gérées par la National Association of Professional Baseball Leagues.
En 1961, la Ligue intègre deux nouvelles équipes : les Senators de Washington et les Angels de Los Angeles. En 1969, deux nouvelles franchises rejoignent la Ligue : les Royals de Kansas City et les Brewers de Milwaukee. Les douze équipes sont réparties en deux divisions de six équipes et le titre de champion se décide lors d'une série éliminatoire entre les deux vainqueurs de division. En 1977, une troisième expansion voit l'arrivée de deux nouvelles franchises : les Blue Jays de Toronto et les Mariners de Seattle.
En 1994, les équipes sont réalignées sur trois divisions et un premier tour de playoffs est ajouté en fin de saison avec les trois vainqueurs de division et le meilleur deuxième (wild card). En 1998, les Brewers de Milwaukee rejoignent la Ligue nationale et sont remplacés par les Devil Rays de Tampa Bay.

## Équipes actuelles

### Division Centrale
- Guardians de Cleveland : depuis 1994, après avoir fait partie de la division Est de la Ligue américaine de 1969 à 1993.
- Royals de Kansas City : depuis 1994, après avoir fait partie de la division Ouest de la Ligue américaine de 1969 à 1993.
- Tigers de Détroit : depuis 1998, après avoir fait partie de la division Est de la Ligue américaine de 1969 à 1997[2].
- Twins du Minnesota : depuis 1994, après avoir fait partie de la division Ouest de la Ligue américaine de 1969 à 1993.
- White Sox de Chicago : depuis 1994, après avoir fait partie de la division Ouest de la Ligue américaine de 1969 à 1993.

### Division Ouest
- Angels de Los Angeles : depuis 1969.
- Astros de Houston : depuis leur transfert de la Ligue nationale à la Ligue américaine en 2013.
- Athletics d'Oakland : depuis 1969.
- Mariners de Seattle : depuis leur entrée dans la MLB en 1977.
- Rangers du Texas : depuis l'arrivée de la franchise (ex-Senators de Washington) au Texas en 1972.

### Division Est
- Blue Jays de Toronto : depuis leur entrée dans la MLB en 1977.
- Orioles de Baltimore : depuis 1969.
- Rays de Tampa Bay : depuis leur entrée dans la MLB en 1998.
- Red Sox de Boston : depuis 1969.
- Yankees de New York : depuis 1969.

## Palmarès

### 1894-1900 (ligue mineure)
| - 1894 Cornhuskers de Sioux City - 1895 Hoosiers d'Indianapolis - 1896 Millers de Minneapolis - 1897 Hoosiers d'Indianapolis |  | - 1898 Blues de Kansas City - 1899 Hoosiers d'Indianapolis - 1900 White Sox de Chicago |

### 1901-1968
De 1901 à 1968, le champion de la Ligue américaine est l'équipe enregistrant le meilleur pourcentages de victoires parmi les 8 (puis 10) équipes engagées.
| - 1901 White Sox de Chicago - 1902 Athletics de Philadelphie - 1903 Americans de Boston - 1904 Americans de Boston - 1905 Athletics de Philadelphie - 1906 White Sox de Chicago - 1907 Tigers de Détroit - 1908 Tigers de Détroit - 1909 Tigers de Détroit - 1910 Athletics de Philadelphie - 1911 Athletics de Philadelphie - 1912 Red Sox de Boston - 1913 Athletics de Philadelphie - 1914 Athletics de Philadelphie - 1915 Red Sox de Boston - 1916 Red Sox de Boston - 1917 White Sox de Chicago - 1918 Red Sox de Boston - 1919 White Sox de Chicago - 1920 Indians de Cleveland - 1921 Yankees de New York - 1922 Yankees de New York - 1923 Yankees de New York |  | - 1924 Nationals de Washington - 1925 Nationals de Washington - 1926 Yankees de New York - 1927 Yankees de New York - 1928 Yankees de New York - 1929 Athletics de Philadelphie - 1930 Athletics de Philadelphie - 1931 Athletics de Philadelphie - 1932 Yankees de New York - 1933 Nationals de Washington - 1934 Tigers de Détroit - 1935 Tigers de Détroit - 1936 Yankees de New York - 1937 Yankees de New York - 1938 Yankees de New York - 1939 Yankees de New York - 1940 Tigers de Détroit - 1941 Yankees de New York - 1942 Yankees de New York - 1943 Yankees de New York - 1944 Browns de Saint-Louis - 1945 Tigers de Détroit - 1946 Red Sox de Boston |  | - 1947 Yankees de New York - 1948 Indians de Cleveland - 1949 Yankees de New York - 1950 Yankees de New York - 1951 Yankees de New York - 1952 Yankees de New York - 1953 Yankees de New York - 1954 Indians de Cleveland - 1955 Yankees de New York - 1956 Yankees de New York - 1957 Yankees de New York - 1958 Yankees de New York - 1959 White Sox de Chicago - 1960 Yankees de New York - 1961 Yankees de New York - 1962 Yankees de New York - 1963 Yankees de New York - 1964 Yankees de New York - 1965 Twins du Minnesota - 1966 Orioles de Baltimore - 1967 Red Sox de Boston - 1968 Tigers de Détroit |

### Depuis 1969
À partir de 1969, la série de championnat de la Ligue américaine de baseball est instaurée pour désigner le champion de la Ligue américaine. Cette finale met aux prises les vainqueurs des deux divisions qui forment la ligue. Avec la réorganisation des divisions en 1994, un premier tour de séries éliminatoires met aux prises les trois vainqueurs de chaque division et le meilleur deuxième, ou wild card. Les deux vainqueurs des Séries de divisions se qualifient pour la Série de championnat. En raison de l'annulation des séries éliminatoires en 1994 à la suite d'une grève des joueurs, cette nouvelle formule éliminatoire fut appliquée pour la première fois en 1995. En 2012, une étape supplémentaire est ajoutée aux éliminatoires, un match de meilleur deuxième précédant les Séries de divisions.
De 1969 à 1984, la série de championnat se joue au meilleur des cinq matchs, la première équipe avec 3 victoires remporte le titre. Depuis 1985, la série se joue au meilleur des sept matchs.
Légende :
- Vainqueur des World Series
- WC : Equipe qualifiée en wild card

| \| Saison \| Vainqueur \| Score \| Finaliste \| \| ------ \| -------------------------------------------------------- \| -------------------------------------------------------- \| -------------------------------------------------------- \| \| 1969 \| Orioles de Baltimore \| 3-0 \| Twins de Minnesota \| \| 1970 \| Orioles de Baltimore \| 3-0 \| Twins de Minnesota \| \| 1971 \| Orioles de Baltimore \| 3-2 \| Athletics d'Oakland \| \| 1972 \| Athletics d'Oakland \| 3-2 \| Tigers de Détroit \| \| 1973 \| Athletics d'Oakland \| 3-2 \| Orioles de Baltimore \| \| 1974 \| Athletics d'Oakland \| 3-1 \| Orioles de Baltimore \| \| 1975 \| Red Sox de Boston \| 3-0 \| Athletics d'Oakland \| \| 1976 \| Yankees de New York \| 3-2 \| Royals de Kansas City \| \| 1977 \| Yankees de New York \| 3-2 \| Royals de Kansas City \| \| 1978 \| Yankees de New York \| 3-1 \| Royals de Kansas City \| \| 1979 \| Orioles de Baltimore \| 3-1 \| Angels de la Californie \| \| 1980 \| Royals de Kansas City \| 3-0 \| Yankees de New York \| \| 1981 \| Yankees de New York \| 3-0 \| Athletics d'Oakland \| \| 1982 \| Brewers de Milwaukee \| 3-2 \| Angels de la Californie \| \| 1983 \| Orioles de Baltimore \| 3-1 \| White Sox de Chicago \| \| 1984 \| Tigers de Détroit \| 3-0 \| Royals de Kansas City \| \| 1985 \| Royals de Kansas City \| 4-3 \| Blue Jays de Toronto \| \| 1986 \| Red Sox de Boston \| 4-3 \| Angels de la Californie \| \| 1987 \| Twins du Minnesota \| 4-1 \| Tigers de Détroit \| \| 1988 \| Athletics d'Oakland \| 4-0 \| Red Sox de Boston \| \| 1989 \| Athletics d'Oakland \| 4-1 \| Blue Jays de Toronto \| \| 1990 \| Athletics d'Oakland \| 4-0 \| Red Sox de Boston \| \| 1991 \| Twins du Minnesota \| 4-1 \| Blue Jays de Toronto \| \| 1992 \| Blue Jays de Toronto \| 4-2 \| Athletics d'Oakland \| \| 1993 \| Blue Jays de Toronto \| 4-2 \| White Sox de Chicago \| \| 1994 \| Aucun champion officiel à cause de la grève des joueurs. \| Aucun champion officiel à cause de la grève des joueurs. \| Aucun champion officiel à cause de la grève des joueurs. \| \| 1995 \| Indians de Cleveland \| 4-2 \| Mariners de Seattle \| \| 1996 \| Yankees de New York \| 4-1 \| Orioles de Baltimore WC \| \| 1997 \| Indians de Cleveland \| 4-2 \| Orioles de Baltimore \| \| 1998 \| Yankees de New York \| 4-2 \| Indians de Cleveland \| \| 1999 \| Yankees de New York \| 4-1 \| Red Sox de Boston WC \| \| 2000 \| Yankees de New York \| 4-2 \| Mariners de Seattle WC \| \| 2001 \| Yankees de New York \| 4-1 \| Mariners de Seattle \| \| 2002 \| Angels d'Anaheim WC \| 4-1 \| Twins du Minnesota \| \| 2003 \| Yankees de New York \| 4-3 \| Red Sox de Boston WC \| \| 2004 \| Red Sox de Boston WC \| 4-3 \| Yankees de New York \| \| 2005 \| White Sox de Chicago \| 4-1 \| Angels de Los Angeles \| \| 2006 \| Tigers de Détroit WC \| 4-0 \| Athletics d'Oakland \| \| 2007 \| Red Sox de Boston \| 4-3 \| Indians de Cleveland \| \| 2008 \| Rays de Tampa Bay \| 4-3 \| Red Sox de Boston WC \| \| 2009 \| Yankees de New York \| 4-2 \| Angels de Los Angeles \| \| 2010 \| Rangers du Texas \| 4-2 \| Yankees de New York WC \| \| 2011 \| Rangers du Texas \| 4-2 \| Tigers de Détroit \| \| 2012 \| Tigers de Détroit \| 4-0 \| Yankees de New York \| \| 2013 \| Red Sox de Boston \| 4-2 \| Tigers de Détroit \| \| 2014 \| Royals de Kansas City WC \| 4-0 \| Orioles de Baltimore \| \| 2015 \| Royals de Kansas City \| 4-2 \| Blue Jays de Toronto \| \| 2016 \| Indians de Cleveland \| 4-1 \| Blue Jays de Toronto \| \| 2017 \| Astros de Houston \| 4-3 \| Yankees de New York WC \| \| 2018 \| Red Sox de Boston \| 4-1 \| Astros de Houston \| \| 2019 \| Astros de Houston \| 4-2 \| Yankees de New York \| \| 2020 \| Rays de Tampa Bay \| 4-3 \| Astros de Houston \| \| 2021 \| Astros de Houston \| 4-2 \| Red Sox de Boston WC \| \| 2022 \| Astros de Houston \| 4-0 \| Yankees de New York \| \| 2023 \| Rangers du Texas WC \| 4-3 \| Astros de Houston \| \| 2024 \| Yankees de New York \| 4-1 \| Guardians de Cleveland \| |                                                          |                                                          |                                                          |
| Saison | Vainqueur                                                | Score                                                    | Finaliste                                                |
| 1969 | Orioles de Baltimore                                     | 3-0                                                      | Twins de Minnesota                                       |
| 1970 | Orioles de Baltimore                                     | 3-0                                                      | Twins de Minnesota                                       |
| 1971 | Orioles de Baltimore                                     | 3-2                                                      | Athletics d'Oakland                                      |
| 1972 | Athletics d'Oakland                                      | 3-2                                                      | Tigers de Détroit                                        |
| 1973 | Athletics d'Oakland                                      | 3-2                                                      | Orioles de Baltimore                                     |
| 1974 | Athletics d'Oakland                                      | 3-1                                                      | Orioles de Baltimore                                     |
| 1975 | Red Sox de Boston                                        | 3-0                                                      | Athletics d'Oakland                                      |
| 1976 | Yankees de New York                                      | 3-2                                                      | Royals de Kansas City                                    |
| 1977 | Yankees de New York                                      | 3-2                                                      | Royals de Kansas City                                    |
| 1978 | Yankees de New York                                      | 3-1                                                      | Royals de Kansas City                                    |
| 1979 | Orioles de Baltimore                                     | 3-1                                                      | Angels de la Californie                                  |
| 1980 | Royals de Kansas City                                    | 3-0                                                      | Yankees de New York                                      |
| 1981 | Yankees de New York                                      | 3-0                                                      | Athletics d'Oakland                                      |
| 1982 | Brewers de Milwaukee                                     | 3-2                                                      | Angels de la Californie                                  |
| 1983 | Orioles de Baltimore                                     | 3-1                                                      | White Sox de Chicago                                     |
| 1984 | Tigers de Détroit                                        | 3-0                                                      | Royals de Kansas City                                    |
| 1985 | Royals de Kansas City                                    | 4-3                                                      | Blue Jays de Toronto                                     |
| 1986 | Red Sox de Boston                                        | 4-3                                                      | Angels de la Californie                                  |
| 1987 | Twins du Minnesota                                       | 4-1                                                      | Tigers de Détroit                                        |
| 1988 | Athletics d'Oakland                                      | 4-0                                                      | Red Sox de Boston                                        |
| 1989 | Athletics d'Oakland                                      | 4-1                                                      | Blue Jays de Toronto                                     |
| 1990 | Athletics d'Oakland                                      | 4-0                                                      | Red Sox de Boston                                        |
| 1991 | Twins du Minnesota                                       | 4-1                                                      | Blue Jays de Toronto                                     |
| 1992 | Blue Jays de Toronto                                     | 4-2                                                      | Athletics d'Oakland                                      |
| 1993 | Blue Jays de Toronto                                     | 4-2                                                      | White Sox de Chicago                                     |
| 1994 | Aucun champion officiel à cause de la grève des joueurs. | Aucun champion officiel à cause de la grève des joueurs. | Aucun champion officiel à cause de la grève des joueurs. |
| 1995 | Indians de Cleveland                                     | 4-2                                                      | Mariners de Seattle                                      |
| 1996 | Yankees de New York                                      | 4-1                                                      | Orioles de Baltimore WC                                  |
| 1997 | Indians de Cleveland                                     | 4-2                                                      | Orioles de Baltimore                                     |
| 1998 | Yankees de New York                                      | 4-2                                                      | Indians de Cleveland                                     |
| 1999 | Yankees de New York                                      | 4-1                                                      | Red Sox de Boston WC                                     |
| 2000 | Yankees de New York                                      | 4-2                                                      | Mariners de Seattle WC                                   |
| 2001 | Yankees de New York                                      | 4-1                                                      | Mariners de Seattle                                      |
| 2002 | Angels d'Anaheim WC                                      | 4-1                                                      | Twins du Minnesota                                       |
| 2003 | Yankees de New York                                      | 4-3                                                      | Red Sox de Boston WC                                     |
| 2004 | Red Sox de Boston WC                                     | 4-3                                                      | Yankees de New York                                      |
| 2005 | White Sox de Chicago                                     | 4-1                                                      | Angels de Los Angeles                                    |
| 2006 | Tigers de Détroit WC                                     | 4-0                                                      | Athletics d'Oakland                                      |
| 2007 | Red Sox de Boston                                        | 4-3                                                      | Indians de Cleveland                                     |
| 2008 | Rays de Tampa Bay                                        | 4-3                                                      | Red Sox de Boston WC                                     |
| 2009 | Yankees de New York                                      | 4-2                                                      | Angels de Los Angeles                                    |
| 2010 | Rangers du Texas                                         | 4-2                                                      | Yankees de New York WC                                   |
| 2011 | Rangers du Texas                                         | 4-2                                                      | Tigers de Détroit                                        |
| 2012 | Tigers de Détroit                                        | 4-0                                                      | Yankees de New York                                      |
| 2013 | Red Sox de Boston                                        | 4-2                                                      | Tigers de Détroit                                        |
| 2014 | Royals de Kansas City WC                                 | 4-0                                                      | Orioles de Baltimore                                     |
| 2015 | Royals de Kansas City                                    | 4-2                                                      | Blue Jays de Toronto                                     |
| 2016 | Indians de Cleveland                                     | 4-1                                                      | Blue Jays de Toronto                                     |
| 2017 | Astros de Houston                                        | 4-3                                                      | Yankees de New York WC                                   |
| 2018 | Red Sox de Boston                                        | 4-1                                                      | Astros de Houston                                        |
| 2019 | Astros de Houston                                        | 4-2                                                      | Yankees de New York                                      |
| 2020 | Rays de Tampa Bay                                        | 4-3                                                      | Astros de Houston                                        |
| 2021 | Astros de Houston                                        | 4-2                                                      | Red Sox de Boston WC                                     |
| 2022 | Astros de Houston                                        | 4-0                                                      | Yankees de New York                                      |
| 2023 | Rangers du Texas WC                                      | 4-3                                                      | Astros de Houston                                        |
| 2024 | Yankees de New York                                      | 4-1                                                      | Guardians de Cleveland                                   |

## Franchises

### Franchises fondatrices (1901)
- Orioles de Baltimore (aujourd'hui Yankees de New York)
- Americans de Boston (aujourd'hui Red Sox de Boston)
- White Stockings de Chicago (aujourd'hui White Sox de Chicago)
- Blues de Cleveland (aujourd'hui Guardians de Cleveland)
- Tigers de Détroit
- Brewers de Milwaukee (aujourd'hui Orioles de Baltimore)
- Athletics de Philadelphie (aujourd'hui Athletics d'Oakland)
- Senators de Washington (aujourd'hui Twins du Minnesota)

### Expansions, changements de nom et déménagements
- 1902 : Brewers de Milwaukee déménagent à St. Louis, renommés Browns de St. Louis
- 1902 : Blues de Cleveland renommés Bronchos de Cleveland
- 1903 : Orioles de Baltimore (1901-1902) déménagent à New York, renommés Highlanders de New York
- 1903 : White Stockings de Chicago renommés White Sox de Chicago
- 1903 : Bronchos de Cleveland renommés Naps de Cleveland
- 1905 : Senators de Washington renommés Nationals de Washington
- 1907 : Americans de Boston renommés Red Sox de Boston
- 1913 : Highlanders de New York renommés Yankees de New York
- 1914 : Naps de Cleveland renommés Indians de Cleveland
- 1954 : Browns de St. Louis déménagent à Baltimore, renommés Orioles de Baltimore
- 1955 : Athletics de Philadelphie déménagent à Kansas City
- 1957 : Nationals de Washington renommés Senators de Washington
- 1961 : Senators de Washington déménagent à Minneapolis-St. Paul, renommés Twins du Minnesota
- 1961 : Angels de Los Angeles et Senators de Washington débutent
- 1965 : Angels de Los Angeles renommés Angels de Californie en pleine saison (2 septembre 1965)
- 1968 : Athletics de Kansas City déménagent à Oakland
- 1969 : Royals de Kansas City et Pilots de Seattle débutent
- 1970 : Pilots de Seattle déménagent à Milwaukee, renommés Brewers de Milwaukee
- 1972 : Senators de Washington déménagent à Dallas-Fort Worth, renommés Rangers du Texas
- 1973 : Athletics d'Oakland renommés A's d'Oakland
- 1977 : Mariners de Seattle et Blue Jays de Toronto débutent
- 1980 : A's d'Oakland renommés Athletics d'Oakland
- 1997 : Angels de Californie renommés Angels d'Anaheim
- 1998 : Devil Rays de Tampa Bay débutent à Tampa-St. Petersburg
- 1998 : Brewers de Milwaukee rejoignent la Ligue nationale
- 2005 : Angels d'Anaheim renommés Angels de Los Angeles d'Anaheim
- 2008 : Devil Rays de Tampa Bay renommés Rays de Tampa Bay
- 2013 : Les Astros de Houston passent de la Ligue nationale à la Ligue américaine
- 2016 : Les Angels de Los Angeles d'Anaheim prennent le nom Angels de Los Angeles[3]
- 2021 : Les Indians de Cleveland sont renommés les Guardians de Cleveland[4].

## Les trophées individuels de la Ligue américaine
Principaux trophées de la Ligue américaine et leurs derniers vainqueurs (2016) :
- Joueur par excellence de la saison : Mike Trout des Angels de Los Angeles.
- Trophée Cy Young : Rick Porcello des Red Sox de Boston.
- Recrue de l'année : Michael Fulmer des Tigers de Détroit.
- Gérant de l'année : Terry Francona des Indians de Cleveland.

## Les présidents de la Ligue américaine
- Ban Johnson (1901-1927)
- Ernest Barnard (1927-1931)
- William Harridge (1931-1959)
- Joe Cronin (1959-1973)
- Lee MacPhail (1973-1984)
- Bobby Brown (1984-1994)
- Gene Budig (1994-1999)
- Jackie Autry (président honoraire)